# Octomeria truncicola
Octomeria truncicola é uma espécie de orquídea (Orchidaceae) originária do Brasil.